# Sigapatella superstes
Sigapatella superstes là một loài ốc biển, kích thước trung bình, là động vật thân mềm chân bụng sống ở biển trong họ Calyptraeidae.

## Hình ảnh

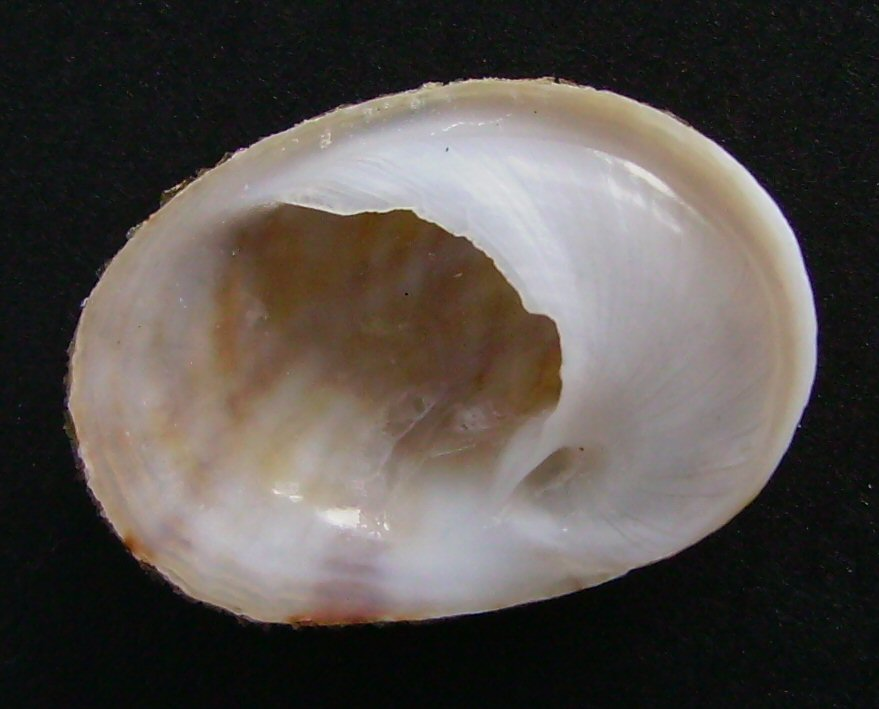